# Limnozetes feuerborni
Limnozetes feuerborni är en kvalsterart som beskrevs av Rainer Willmann 1931. Limnozetes feuerborni ingår i släktet Limnozetes och familjen Limnozetidae. Inga underarter finns listade i Catalogue of Life.